# Покривник брунатний
Покривни́к брунатний (Percnostola zeledoni) — вид горобцеподібних птахів родини сорокушових (Thamnophilidae). Мешкає в Центральній і Південній Америці. Раніше вважався конспецифічним з чорним покривником, однак був визнаний окремим видом. Традиційно брунатного покривника відносили до роду Покривник (Myrmeciza), однак за результатами молекулярно-генетичного дослідження, яке показало поліфілітичність цього роду, його було переведено до роду Аляпі (Percnostola). Вид названий на честь костариканського орнітолога Хосе Кастуло Зеледона.

## Опис

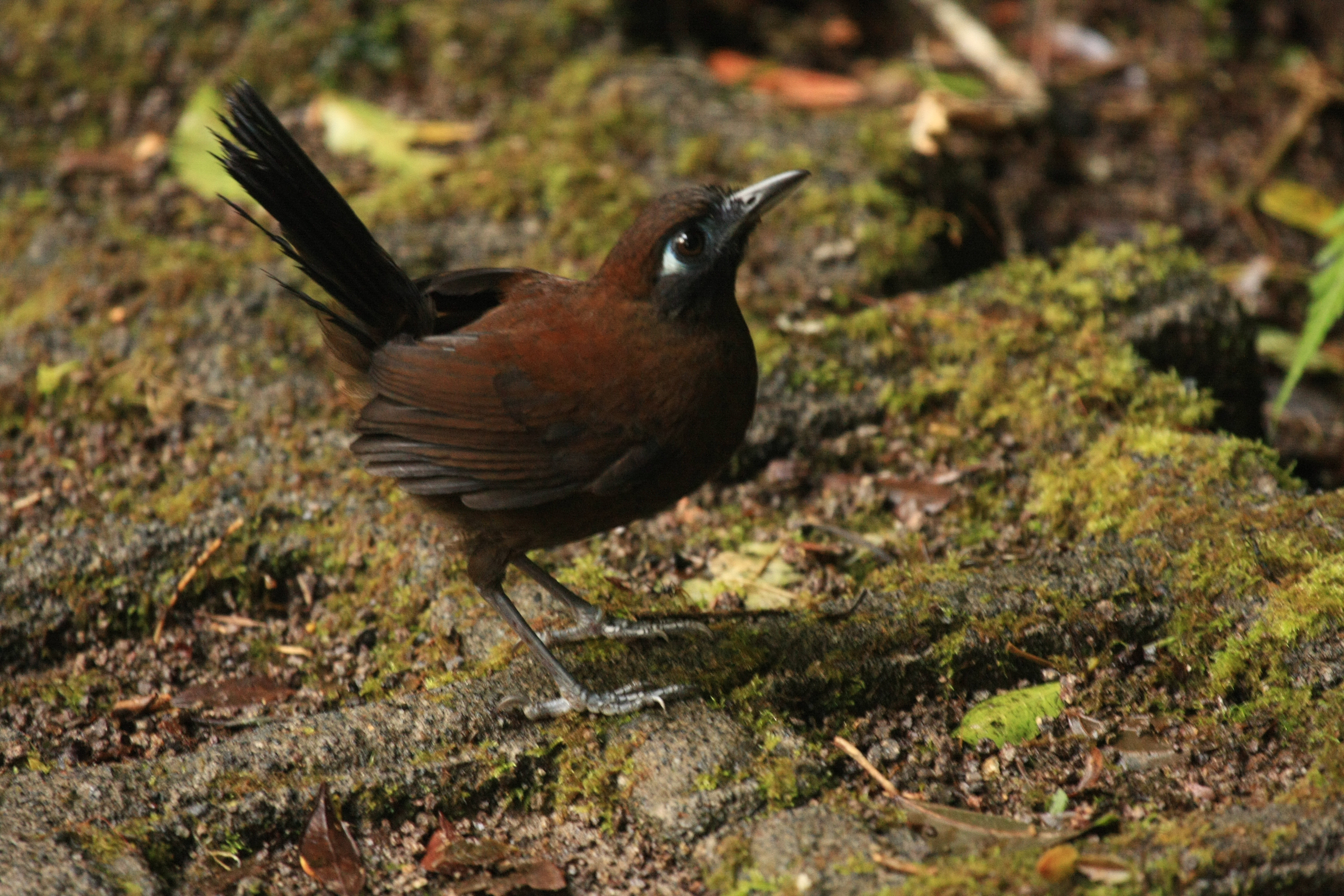
Самиця брунатного покривника

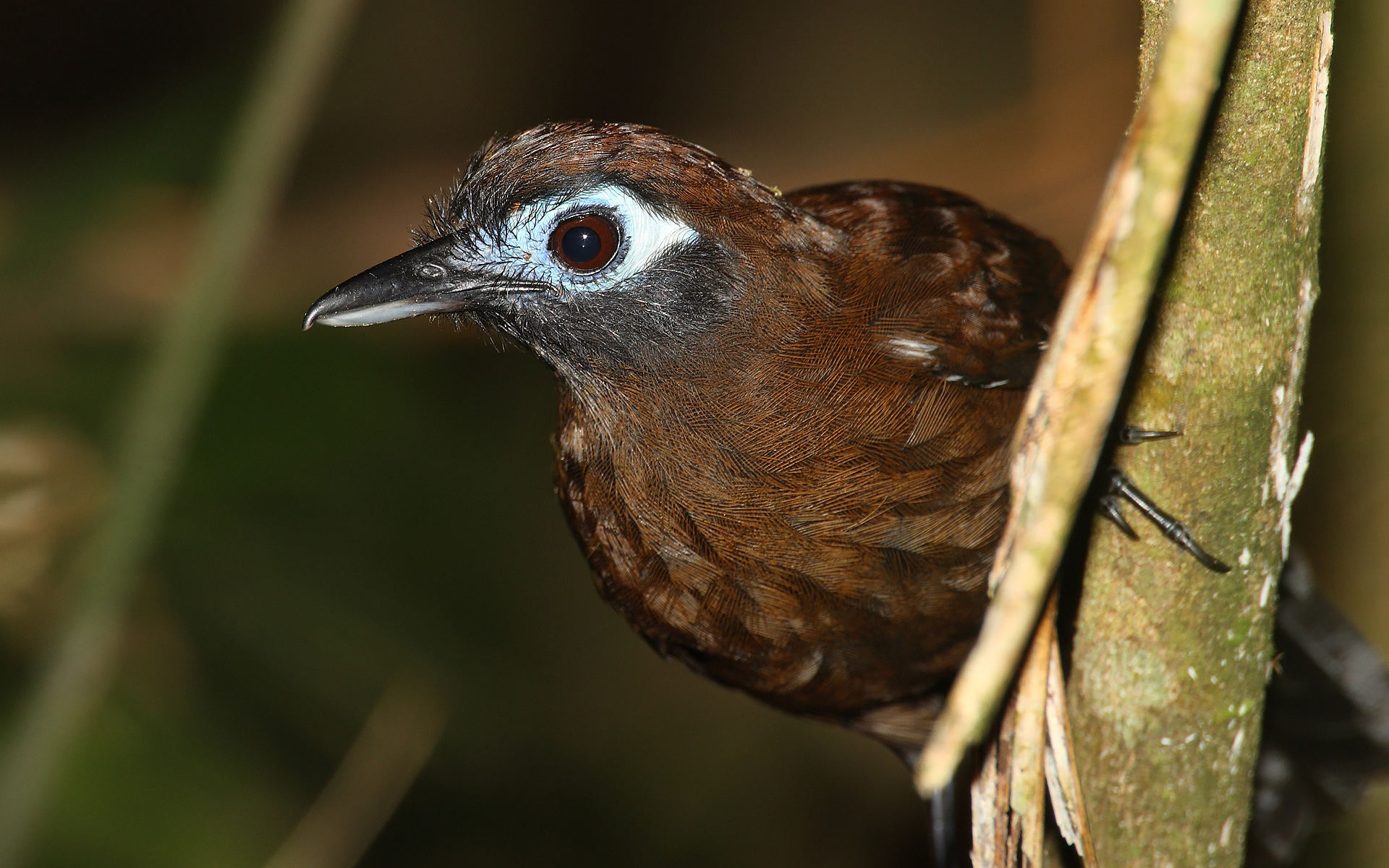
Самиця брунатного покривника

Довжина птаха становить 17-19 см, вага 39-55 г. Виду притаманний статевий диморфізм. Самці мають майже повністю чорне, блискуче забарвлення, на плечах у них білі смуги, більші, ніж у чорних покривників. Самиці мають рівномірно буре забарвлення, обличчя і горло у них чорнуваті, хвіст чорнуватий. Тім'я у них більш темне, ніж у чорних покривників. Навколо очей широкі кільця сизої голої шкіри, за очима вони білі.

## Підвиди
Виділяють два підвиди:
- P. z. zeledoni (Ridgway, 1909) — від крайнього півдня Нікарагуа до західної Панами;
- P. z. berlepschi (Ridgway, 1909) — східна Панама, захід Колумбії і Еквадору (на південь до Лохи).

## Поширення і екологія
Брунатні покривники мешкають в Нікарагуа, Коста-Риці, Панамі, Колумбії і Еквадорі. Вони живуть в густому підліску вологих гірських і рівнинних тропічних лісів. Зустрічаються на висоті від 100 до 1700 м над рівнем моря. Живляться комахами та іншими безхребетними, а також дрібними хребетними.